# BitFluent Protocol
Das BitFluent Protocol ist die Bezeichnung der Multi-GPU-Technik von XGI Technology zur Lastverteilung der Rechenarbeit auf mehrere Grafikchips. Das Verfahren wurde bis jetzt nur zur Kopplung von zwei Grafikchips auf einer Grafikkarte eingesetzt. 

## Betriebsmodi
BitFluent nutzt ausschließlich Alternate Frame Rendering. Damit steht bei allen Anwendungen, die Render-to-Texture nutzen, nur ein Grafikchip zur Verfügung.

## Karten, die das BitFluent Protocol nutzen
- Volari V8 Duo mit zwei Volari V8 Ultra Chips.

Die ehemals angekündigte Volari V5 Duo mit zwei Volari V5 Ultra Chips kam nie auf den Markt.